# Только по договорённости
«Только по договорёности» (англ. By Appointment Only) — триллер Джона Терлески, не рекомендуемый детям до 18 лет.

## Сюжет
Вэл Спенсер, недавно овдовела. Она одна растит 14-летнего сына и пытается сделать карьеру в сфере недвижимости. Дом, который Вэл предстоит продать, это многомиллионный особняк. Она надеется быстро найти покупателя, но неожиданно хозяин дома исчезает, а в доме появляется человек, который называется его племянником.

## В ролях
| Актёр             | Роль          |
| ----------------- | ------------- |
| Элли Уокер        | Вэл Спенсер   |
| Карри Грэм        | Джейк Бреннер |
| Марнетт Пэттерсон | Энжи          |
| Джордан Гарретт   | Ник Спенсер   |

## Награды
- Джордан Гаррет — номинация на премию «Молодой актер» в 2008 году.